# Siemens & Halske AG

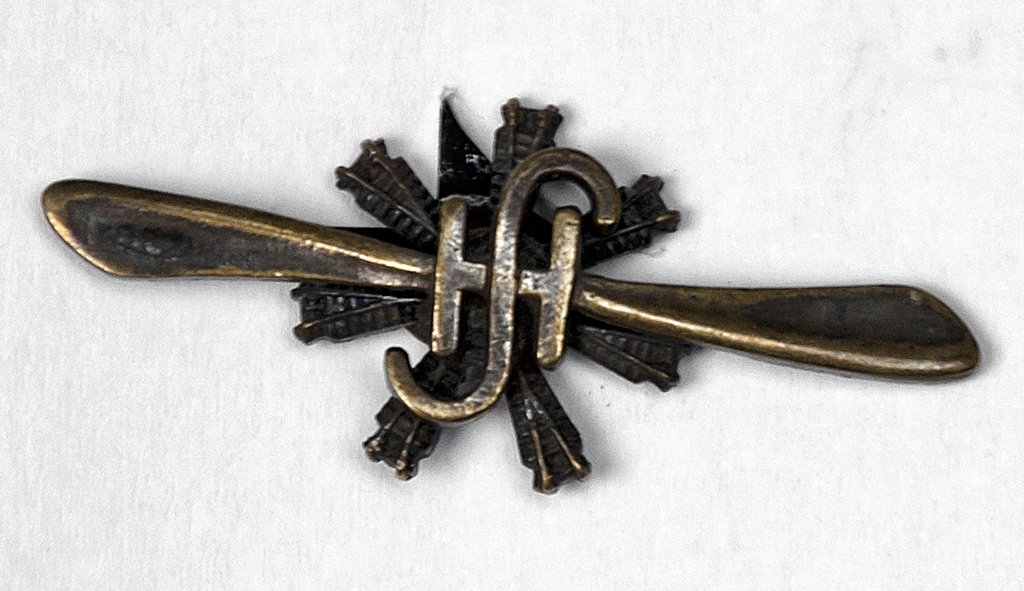
O logotipo da
Siemens & Halske.

A Siemens & Halske AG (ou simplesmente Siemens-Halske) foi uma empresa de engenharia elétrica alemã, fundada em 12 de Outubro de 1847 que mais tarde foi incorporada à Siemens AG.
Quando a Siemens & Halske fundiu parte de suas atividades com a Schuckert & Co. em 1903 para formar a Siemens-Schuckert, a Siemens & Halske AG se especializou em engenharia de comunicação. Durante a Primeira Guerra Mundial, motores giratórios de desenhos avançados e exóticos foram produzidos sob a marca Siemens-Halske, como os Siemens-Halske Sh.I e Sh.III. Mais tarde, a Siemens criou várias subsidiárias para as quais a Siemens & Halske AG funcionou como empresa holding.   
Durante a Segunda Guerra Mundial, a Siemens & Halske fez uso de serviço escravo dos campos de concentração.